# Новоукраїнка (Золотоніський район)
Новоукраї́нка — село в Україні, у Золотоніському районі Черкаської області. Входить до складу Чорнобаївської селищної громади.

## Історія
Засноване в 1956—1960 із села Митьки і хутора Павленки, перенесених із території затоплення Кременчуцького водосховища.
Павленкові хутори не перенесені, а зажди були на землях Новоукраїнки, у 1869—1871 роках звались Лесечкові.

## Населення
За даними перепису 2001 року населення села становило 844 осіб.

### Мовний склад
Рідна мова населення за даними перепису 2001 року:
| Мова       | Чисельність, осіб | Доля     |
| ---------- | ----------------- | -------- |
| Українська | 834               | 98,82 %  |
| Інше       | 10                | 1,18 %   |
| Разом      | 844               | 100,00 % |